# Вой на Луну
«Вой на луну» — альбом гурту «Сектор Газа», опублікований в п'ятницю 13 листопада 2015 року, через 15 років після смерті засновника групи та одного з авторів композицій альбому Юрія Клинських.

## Про альбом
Альбом складається з двох дисків і містить у собі раніше офіційно невиданий матеріал, записаний Юрієм Клинських під акустичну гітару в 1981 і 1985 роках. Також в альбомі містяться деякі популярні пісні групи «Сектор Газа», що випускалися в попередніх альбомах.
Пісня «Вой на Луну» була складена та записана Юрієм Клинських в 1995 році для альбому «Газова атака», але Юрій вирішив не включати її в альбом, і пісня пролежала в архіві його сім'ї близько 20 років. Однак іноді ця пісня виконувалася на концертних виступах. Так, на концерті в Рязані, що проходив у ККЗ «Ока» в листопаді 1997 року, пісня «Вой на Луну» була хедлайнером.
Оприлюднити архівні пісні вирішила старша дочка лідера групи — Ірина Клинських. З пропозицією про видання матеріалу вона звернулася в компанію «Warner Music Russia», що раніше мала назву «Gala Records» і займалася виданням альбомів групи «Сектор Газа». Оцифрований запис з аудіокасети потребував проведення спеціальної реставраційної роботи над звуком та подальшого ремастерінгу з метою видалення звукових дефектів, що виникли в період зберігання плівки, досягнення прийнятної якості звучання та збереження оригінального аналогового звуку. Пісні «Милая», «Людмила», «Он так её любил» отримали нові аранжування.

## Список композицій
Перший диск:
| #   | Назва                       | Тривалість |
| --- | --------------------------- | ---------- |
| 2.  | «Без вина» (1981)           | 3:38       |
| 3.  | «Подруга шестиструнная»     | 4:11       |
| 4.  | «Про лето»                  | 2:43       |
| 5.  | «Милая»                     | 4:07       |
| 6.  | «Первая любовь»             | 2:19       |
| 7.  | «Проходят годы, словно миг» | 4:13       |
| 8.  | «Про мальчишку»             | 4:23       |
| 9.  | «Вой на луну»               | 4:23       |
| 10. | «Людмила»                   | 4:46       |
| 11. | «Он так её любил»           | 2:33       |
| 12. | «Вампиры» (1985)            | 2:24       |
| 13. | «Заключительная»            | 2:33       |

Другий диск:
| #        | Назва                   | Тривалість |
| -------- | ----------------------- | ---------- |
| 14.      | «30 лет»                | 4:09       |
| 15.      | «Туман»                 | 3:43       |
| 16.      | «Пора домой»            | 3:54       |
| 17.      | «Лирика»                | 4:20       |
| 18.      | «Демобилизация»         | 3:54       |
| 19.      | «Твой звонок»           | 5:06       |
| 20.      | «Бомж»                  | 3:32       |
| 21.      | «Взял вину на себя»     | 3:14       |
| 22.      | «Ночь перед Рождеством» | 4:29       |
| 23.      | «Life»                  | 3:26       |
| 24.      | «Вечером на лавочке»    | 4:07       |
| 25.      | «Возле дома твоего»     | 3:05       |
| 26.      | «Ява»                   | 4:37       |
| 01:34:55 |                         |            |